# موديناس
شركة الدرجات الناريية والمحركات الوطنية (بالماليزية: Syarikat Motosikal dan Enjin Nasional Sdn. Bhd) وتعرف اختصارا باسم موديناس هي شركة دراجات نارية ماليزية تنتج مختلف نماذج الدراجات النارية الصغيرة أقل من 200 سي سي وموجهة للسوق المحلية والتصدير.